# Unione Sportiva Rivarolese 1951-1952
Questa voce raccoglie le informazioni riguardanti l'Unione Sportiva Rivarolese nelle competizioni ufficiali della stagione 1951-1952.

## Stagione
Si ritorna di gran carriera in Serie C. La squadra è forte e annovera tra gli altri La Penna arrivato dalla Sampdoria, Morasso, ormai non più una promessa e i vari Merlo, Etrusco, Palombella, tutti di sicuro affidamento. Viene ceduto Verdacchi alla Sampierdarenese e Gennari al Cagliari dove diventerà una bandiera. È l'ultima stagione di Righetto: il "biondo" attaccante si farà rimpiangere, ma la prospettiva della Sampdoria è allettante. I posti per la promozione (cioè per l'ammissione alla nuova Serie C unificata) sono quattro e la Rivarolese sembrerebbe in grado di farcela. Ma qualcosa non funziona all'interno della società e le ultime gare che potrebbero dire qualificazione sono inopinatamente perdute. La Rivarolese si classifica al sesto posto e rientra nei ranghi. Dalla prossima stagione sarà in IV Serie.

## Organigramma societario
- Allenatore: Balbi

## Rosa
| N. |                   | Ruolo | Calciatore |
| -- | ----------------- | ----- | ---------- |
|    | Italia (bandiera) | C     | Ambiant    |
|    | Italia (bandiera) | D     | Berri      |
|    | Italia (bandiera) | A     | Brocca     |
|    | Italia (bandiera) | C     | Castello   |
|    | Italia (bandiera) | P     | Cavo       |
|    | Italia (bandiera) | C     | Etrusco    |
|    | Italia (bandiera) | C     | Fossa      |
|    | Italia (bandiera) | A     | Gazzari    |
|    | Italia (bandiera) | A     | Ighinà     |
|    | Italia (bandiera) | A     | Marchi     |
|    | Italia (bandiera) | C     | Merlo      |
|    | Italia (bandiera) | C     | Mignatti   |

| N. |                   | Ruolo | Calciatore       |
| -- | ----------------- | ----- | ---------------- |
|    | Italia (bandiera) | P     | Morasso          |
|    | Italia (bandiera) | C     | Noli             |
|    | Italia (bandiera) | C     | Olivieri         |
|    | Italia (bandiera) | A     | La Penna         |
|    | Italia (bandiera) | D     | Palombella       |
|    | Italia (bandiera) | D     | Pietrasanta      |
|    | Italia (bandiera) | C     | Pieri            |
|    | Italia (bandiera) | A     | Ermanno Righetto |
|    | Italia (bandiera) | A     | Rocca            |
|    | Italia (bandiera) | A     | Valle            |
|    | Italia (bandiera) | A     | Vicedomini       |
|    | Italia (bandiera) | C     | Zunino           |

## Risultati

### Serie C

#### Girone di andata
| - - 1ª giornata | Rivarolese | 2 – 1 | Fossanese |  |

| - - 2ª giornata | Pro Vercelli | 3 – 2 | Rivarolese |  |

| - - 3ª giornata | Rivarolese | 3 – 0 | Gallaratese |  |

| - - 4ª giornata | Pavia | 2 – 2 | Rivarolese |  |

| - - 5ª giornata | Rivarolese | 1 – 0 | Varese |  |

| - - 6ª giornata | Crema | 0 – 2 | Rivarolese |  |

| - - 7ª giornata | Rivarolese | 4 – 1 | Aosta |  |

| - - 8ª giornata | Seregno | 2 – 1 | Rivarolese |  |

| - - 9ª giornata | Rivarolese | 1 – 0 | Savona |  |

| - - 10ª giornata | Biellese | 4 – 2 | Rivarolese |  |

| - - 11ª giornata | Rivarolese | 1 – 1 | Ponte San Pietro |  |

| - - 12ª giornata | Casale | 1 – 1 | Rivarolese |  |

| - - 13ª giornata | Alessandria | 1 – 3 | Rivarolese |  |

| - - 14ª giornata | Rivarolese | 3 – 1 | Saronno |  |

| - - 15ª giornata | Sanremese | 1 – 1 | Rivarolese |  |

| - - 16ª giornata | Rivarolese | 3 – 1 | Lecco |  |

| - - 17ª giornata | Vigevano | 2 – 0 | Rivarolese |  |

#### Girone di ritorno
| - - 18ª giornata | Fossanese | 3 – 0 | Rivarolese |  |

| - - 19ª giornata | Rivarolese | 3 – 1 | Pro Vercelli |  |

| - - 20ª giornata | Gallaratese | 1 – 2 | Rivarolese |  |

| - - 21ª giornata | Rivarolese | 0 – 1 | Pavia |  |

| - - 22ª giornata | Varese | 0 – 2 | Rivarolese |  |

| - - 23ª giornata | Rivarolese | 2 – 1 | Crema |  |

| - - 24ª giornata | Aosta | 1 – 2 | Rivarolese |  |

| - - 25ª giornata | Rivarolese | 6 – 0 | Seregno |  |

| - - 26ª giornata | Savona | 1 – 1 | Rivarolese |  |

| - - 27ª giornata | Rivarolese | 3 – 1 | Biellese |  |

| - - 28ª giornata | Ponte San Pietro | 0 – 0 | Rivarolese |  |

| - - 29ª giornata | Rivarolese | 4 – 0 | Casale |  |

| - - 30ª giornata | Rivarolese | 1 – 1 | Alessandria |  |

| - - 31ª giornata | Saronno | 2 – 2 | Rivarolese |  |

| - - 32ª giornata | Rivarolese | 0 – 2 | Sanremese |  |

| - - 33ª giornata | Lecco | 2 – 0 | Rivarolese |  |

| - - 34ª giornata | Rivarolese | 1 – 3 | Vigevano |  |

## Statistiche

### Statistiche di squadra
| Competizione | Punti | In casa | In casa | In casa | In casa | In casa | In casa | In trasferta | In trasferta | In trasferta | In trasferta | In trasferta | In trasferta | Totale | Totale | Totale | Totale | Totale | Totale | DR  |
| Competizione | Punti | G       | V       | N       | P       | Gf      | Gs      | G            | V            | N            | P            | Gf           | Gs           | G      | V      | N      | P      | Gf     | Gs     | DR  |
| ------------ | ----- | ------- | ------- | ------- | ------- | ------- | ------- | ------------ | ------------ | ------------ | ------------ | ------------ | ------------ | ------ | ------ | ------ | ------ | ------ | ------ | --- |
| Serie C      | 42    | 17      | 12      | 2       | 3       | 38      | 15      | 17           | 5            | 6            | 6            | 23           | 26           | 34     | 17     | 8      | 9      | 61     | 41     | +20 |
| Totale       |       | 17      | 12      | 2       | 3       | 38      | 15      | 17           | 5            | 6            | 6            | 23           | 26           | 34     | 17     | 8      | 9      | 61     | 41     | +20 |